# St. Kilian (Mainflingen)

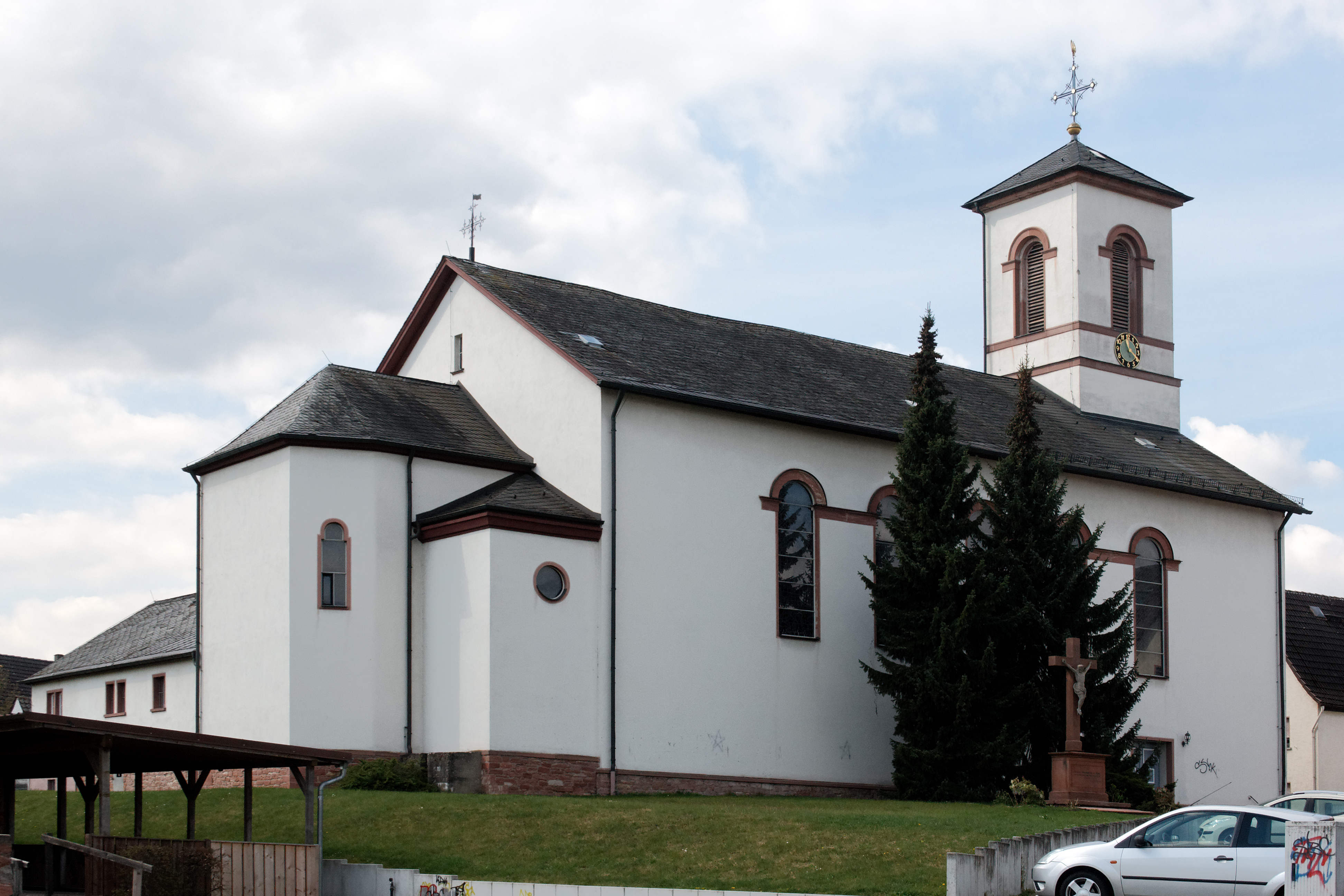
Die katholische Pfarrkirche St. Kilian Mainflingen, erbaut 1821

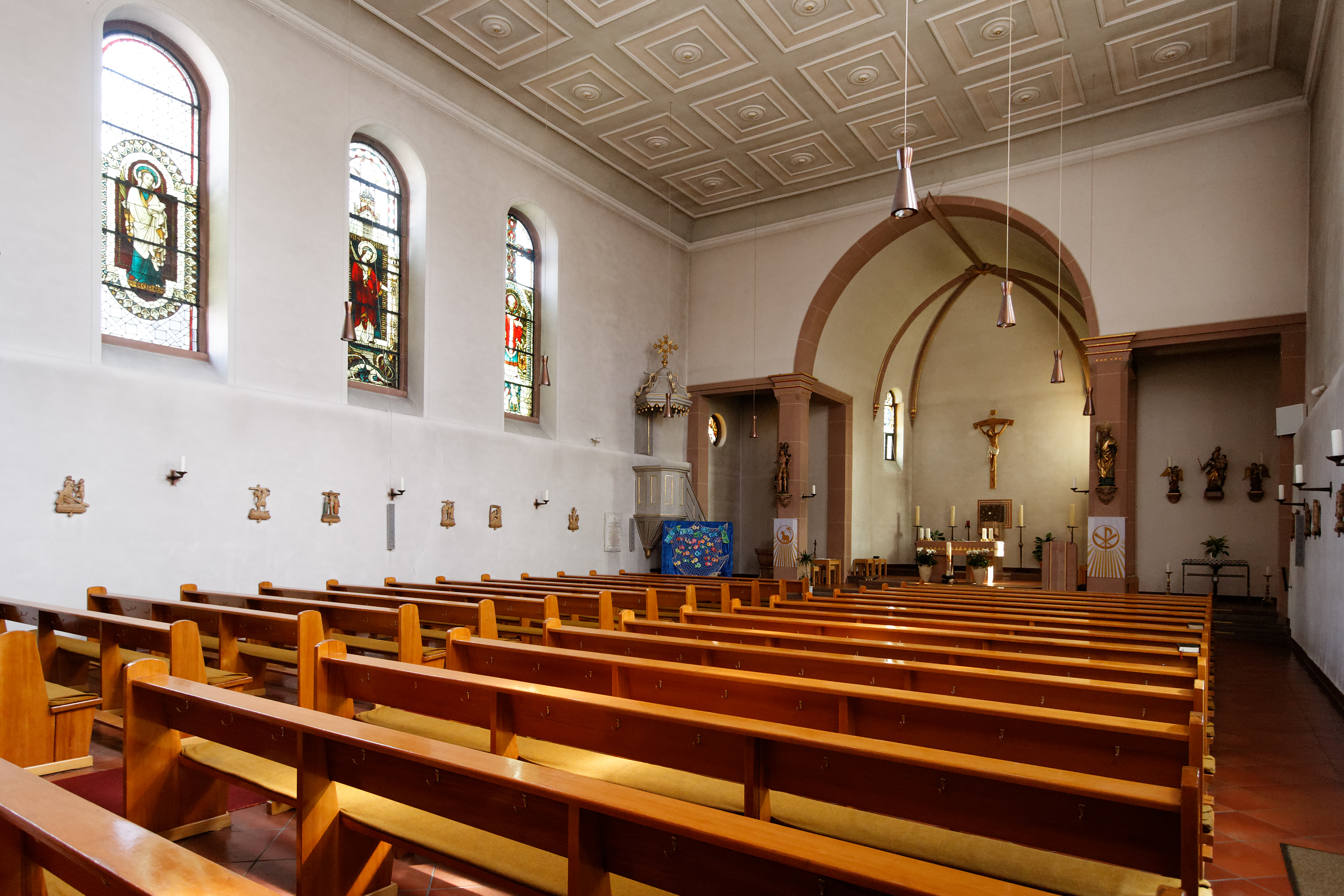
Innenraum der Kirche mit Blick zum Altar

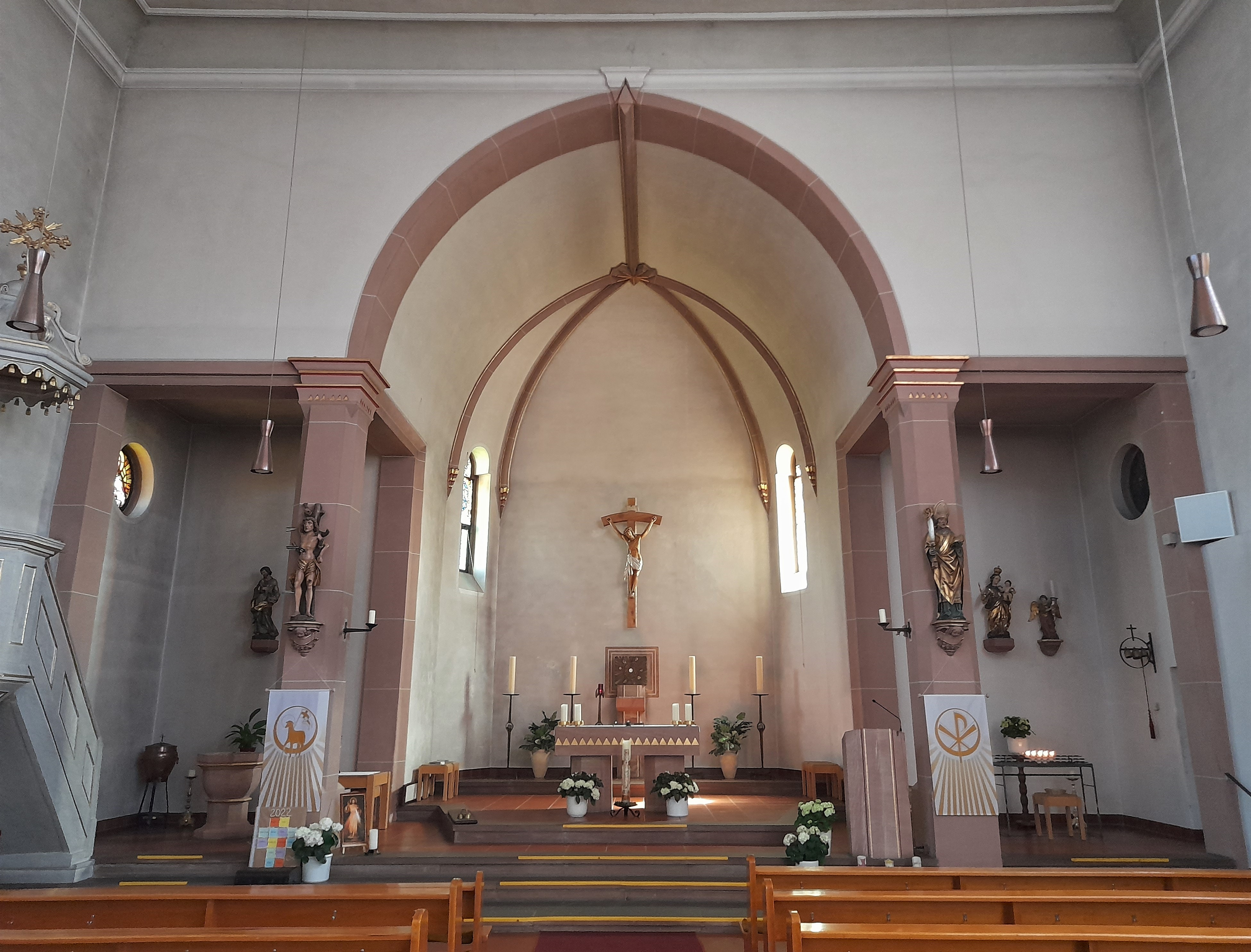
Altarraum der Kirche

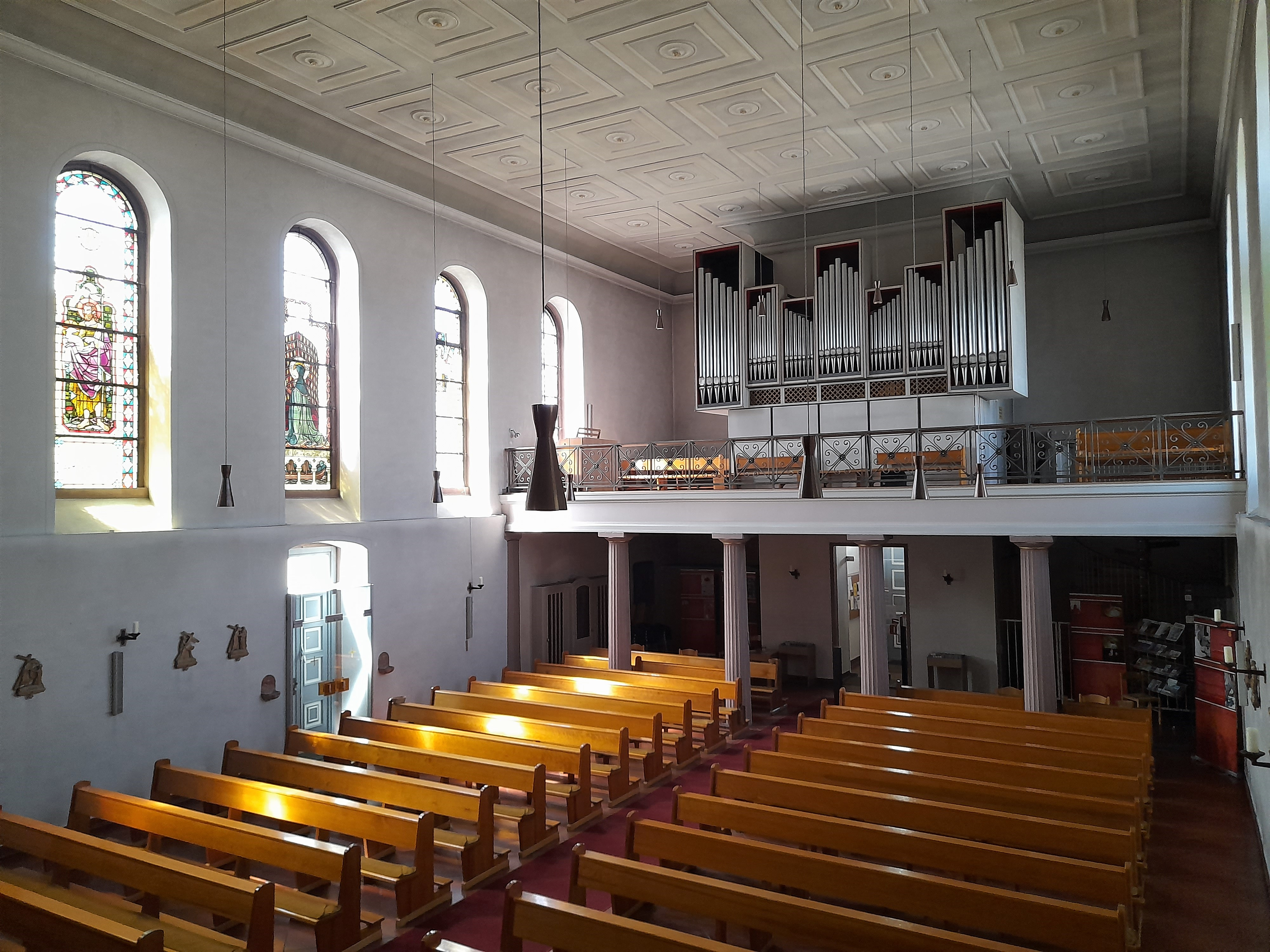
Innenraum der Kirche mit Blick zur Orgelempore

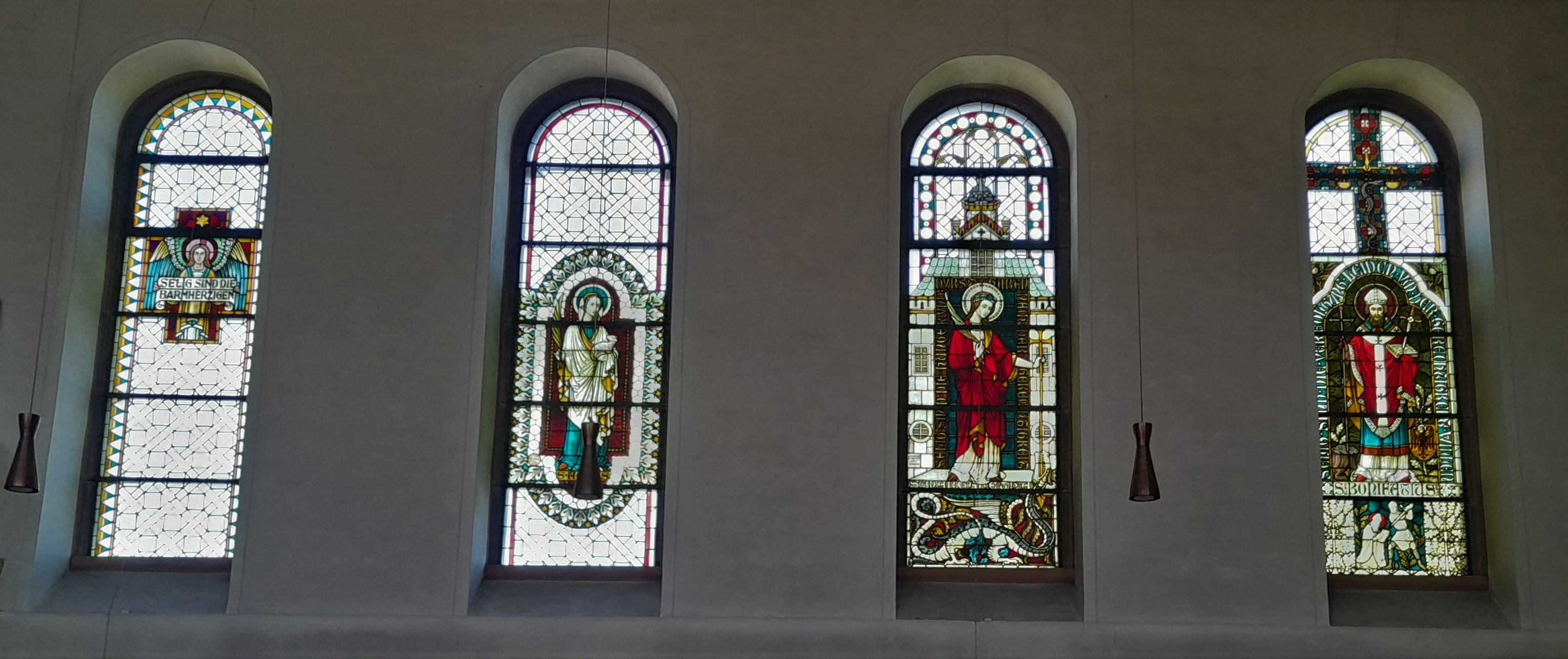
Buntglasfenster der nördlichen Wand

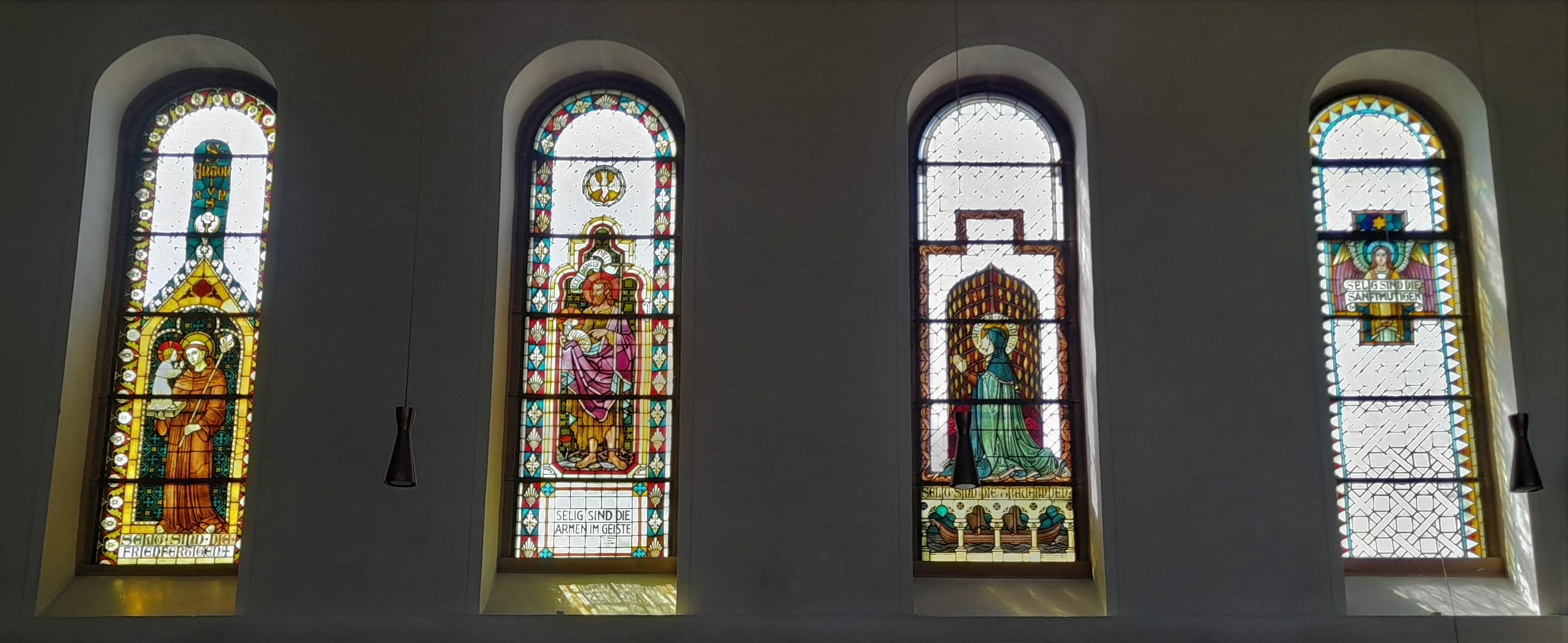
Buntglasfenster der südlichen Wand

Die römisch-katholische Pfarrkirche St. Kilian ist ein unter Denkmalschutz stehendes Kirchengebäude im Mainhausener Stadtteil Mainflingen in Südhessen. Die Pfarrgemeinde gehört zum Pastoralraum Mainbogen der Region Mainlinie im Bistum Mainz. Die vom Architekten Georg Moller entworfene, klassizistische Kirche von 1821 steht unter dem Patrozinium des heiligen Kilian und gilt als Wahrzeichen Mainflingens.

## Geschichte

### Entstehung der Pfarrei Mainflingen
Ursprünglich unterstand Mainflingen der Pfarrei Seligenstadt. Daher musste die Mainflinger Bevölkerung zum Gottesdienstbesuch an Sonn- und Feiertagen anfangs das Benediktinerkloster in Seligenstadt aufsuchen.
In welchem Jahr Mainflingen Pfarrrechte erhielt und wann der Bau des ersten Kirchengebäudes im Ort erfolgte, ist nicht bekannt. Es wird jedoch angenommen, dass die Gründung der Pfarrei Mainflingen auf die Grafen von Hanau zurückzuführen ist, da diese bis 1716 das Präsentationsrecht ausübten. Eine Urkunde aus dem Hessischen Staatsarchiv in Darmstadt vom 30. Januar 1445 belegt, dass in Mainflingen bereits vor 1445 eine Pfarrkirche existiert haben muss und von einem Priester kirchlich betreut wurde. Sie besagt, dass anstelle des verstorbenen Pfarrers Johannes Wilhelm der Priester Johann von Wasen den Richtern der Kirche zu Aschaffenburg zur Pfarrkirche von Mainflingen präsentiert wurde.

### Gotische Kirche von 1451
Im Jahr 1451 wurde die erste in den Mainflinger Pfarrakten erwähnte Kirche im Stil der Gotik am Mainufer errichtet. Sie wurde dem heiligen Kilian geweiht und befand sich an demselben Ort, wo die heutige Pfarrkirche steht.
Unter Pfarrer Peter Blöchinger wurde die Kirche von 1684 bis 1692 erweitert, erhöht und mit einem neuen Turm versehen sowie eine Renovierung von Innenraum und Fassaden vorgenommen. Am 10. Juni 1692 folgte die Weihe des umgestalteten Gebäudes durch Weihbischof Matthäus Stark.
Aufgrund einer starken Bevölkerungszunahme Mainflingens erwies sich das Kirchengebäude gegen Ende des 18. Jahrhunderts als zu klein. Zudem war es über die Jahre hinweg baufällig geworden, sodass man sich für den Abriss des Kirchengebäudes entschied.

### Klassizistische Moller-Kirche von 1821
1821 wurde unter Pfarrer Paulinus Breuer und dank Mithilfe des damaligen Landrates Hardy mit dem Bau der heutigen Pfarrkirche St. Kilian im Stil des Klassizismus begonnen. Ausgeführt wurde der Neubau von Baumeister Balthasar Hospes von Aschaffenburg nach den Plänen des Architekten Georg Moller. Die Grundsteinlegung fand am 1. April 1821 statt. Bereits am 25. November 1821 konnte der erste Gottesdienst im neuen Kirchengebäude gefeiert werden. Am Dreifaltigkeitssonntag 1822 folgte die Einweihung des Neubaus durch den damaligen Kanonikus des Erzstiftes zu Köln, Herrn von Wreden.
Im Jahr 1927 wurde die Kirche, die sich 100 Jahre nach ihrer Errichtung in einem äußerst schlechten baulichen Zustand befand, renoviert und erweitert. Im Zuge dessen wurde eine neue Sakristei angebaut und die beiden ehemaligen Sakristeiräume links und rechts des Chores, die zu klein geworden waren, zum Kirchinnenraum geöffnet. Der Chorraum wurde nach Durchbruch der Kirchenhinterwand im Osten bauchförmig um sechs Meter nach außen in Richtung des Mains vergrößert. Die Bauarbeiten dauerten von Mai bis Oktober 1927 an; bereits am 1. Advent 1927 konnte der erste Gottesdienst in der neu gestalteten Kirche gefeiert werden.
1987 wurde eine umfassende Außenrenovierung an den Fassaden des Kirchengebäudes vorgenommen.

## Ausstattung
An der Eingangsseite im Westen befindet sich die Orgelempore der Kirche, getragen von dorischen Säulen. Der Altarbereich wird durch einen Halbkreischor gebildet, der durch Pilaster gegliedert wird. Die Seitenwände der Kirche weisen je fünf Fenster auf.
Die heutige Orgel wurde 1972 in Auftrag gegeben und im November 1974 eingeweiht.
Bevor die Pfarrkirche St. Kilian ihr heutiges, aus vier Glocken bestehendes Geläut erhielt, hingen im Turm der Kirche drei im Jahr 1906 von den Brüdern Hamm in Frankenthal gegossene Glocken. Sie erklangen als „Pater-noster-Motiv“ (F-G-A). Benannt waren die Glocken nach der Gottesmutter Maria (Muttergottesglocke), dem Kirchenpatron Kilian (Sankt Kilianus) und der Sterbepatronin Margaretha (Sankt Margaretha). Während des Ersten Weltkriegs sollten die Glocken zur Metallgewinnung für die Waffenproduktion eingeschmolzen werden. Dies konnte jedoch durch den Widerstand des damaligen Pfarrers Hugo Holzamer und des Domkapellmeisters Vogt verhindert werden. Im Zuge des Zweiten Weltkriegs wurden am „Weißen Montag“ 1942 die beiden großen Glocken der Kirche (Muttergottesglocke und Sankt Kilianus) konfisziert; die kleinere Glocke Sankt Margaretha verblieb in Mainflingen. Während Sankt Kilianus tatsächlich eingeschmolzen wurde, konnte die Muttergottesglocke nach Kriegsende in einem Hamburger Lager wiederentdeckt werden und kehrte 1947 nach Mainflingen zurück, wo sie an Christkönig 1947 erstmals wieder geläutet wurde. Durch die Sammlung von Kupfer und Zinn sowie mithilfe von Geldspenden konnten für die Pfarrkirche St. Kilian jedoch zwei neue Glocken finanziert werden, die von der Firma Fritz Rincker aus dem Lahn-Dill-Kreis 1947 gegossen wurden. Neben der wiederhergestellten großen Glocke St. Kilianus wurde die kleine Glocke St. Sebastianus neu hergestellt. Die beiden neu gegossenen Glocken wurden zusammen mit den zwei erhaltenen Glocken am 14. Dezember 1947 durch den Geistlichen Rat Philipp Lambert aus Seligenstadt geweiht und an Weihnachten 1947 zum ersten Mal geläutet. Seitdem erklingt beim Läuten das Motiv: „Freu dich, Du Himmelskönigin“ (F-G-A-C).